# 湖南雷锋纪念馆
湖南雷锋纪念馆位于中華人民共和國湖南省长沙市望城区雷锋街道，紧邻长沙市区，是国家4A级旅游景区。

## 历史
该馆始建于1966年，1968年11月落成对外开放。
于1990年、1998年和2003年对纪念馆进行改扩建。

## 展馆藏品
今纪念馆总面积108000㎡，建筑面积约8500㎡，其中雷锋生平事迹陈列馆建筑面积1072㎡，展品560余件。
馆内藏品分别陈列在4个展室，展品中有一组泥塑，有雷锋一家三代用过的棉絮、蚊帐，雷锋读过的书、写的日记、用过的劳动工具、穿过的衣袜以及部分有关雷锋的事迹图片，有中共国家领导人毛泽东、周恩来、刘少奇、江泽民、李鹏、杨尚昆等20多位的题词手稿，还陈列了关于雷锋事迹的书籍，并且收集了一些英雄人物的事迹图片。